# 박일 (교수)
박일(朴一, 1956년 - )은 재일한국인 3세 출신의 오사카 시립 대학 대학원 경제학 연구과 교수(상학박사)이다. 일본 효고현 아마가사키시에서 출생했다.

## 같이 보기
- 강상중
- 신무광
- 김경주 (교수)
- 코리아국제학원(KIS)
- 재일 한국인의 일람
- 서경식
- 윤건차
- 김용운 (교수)
- 홍윤기 (한일역사학 교수)
- 노마 필드(영어판)
- 존 다우어
  - 패배를 껴안고(영어판)
- 손정의
- 신격호
- 한창우